# Eugène Chaboud
Marius Eugène Chaboud, francoski dirkač Formule 1, * 12. april 1907, Lyon, Francija, † 28. december 1983, Montfermeil, Seine-Saint-Denis, Francija.

## Življenjepis
Leta 1938 je dobil prestižno dirko 24 ur Le Mansa skupaj z Jeanom Trémouletom. Nato je moral dirkaško kariero prekiniti zaradi druge svetovne vojne, v sezoni 1947 pa je dobil dve dirki, Veliko nagrado Roussillona in Veliko nagrado Marseilla. V Formuli 1 je debitiral na dirki za Veliko nagrado Belgije v sezoni 1950, kjer je odstopil v dvaindvajsetem krogu zaradi okvare črpalke za olje. Na naslednji dirki za Veliko nagrado Francije pa je skupaj s Philippom Étancelinom osvojil peto mesto, kar je njegova edina uvrstitev med dobitnike točk. Zadnjič je v Formuli 1 nastopil na domači dirki za Veliko nagrado Francije v naslednji sezoni 1951, kjer je zasedel osmo mesto z več kot osmimi krogi zaostanka za zmagovalcem. Umrl je leta 1983.

## Popolni rezultati Formule 1
(legenda) (odebeljene dirke pomenijo najboljši štartni položaj, poševne pa najhitrejši krog, †-uvrščen kljub odstopu)
| Leto | Moštvo             | Šasija              | Motor             | 1   | 2   | 3   | 4     | 5       | 6       | 7   | 8   | Prv | Toč |
| ---- | ------------------ | ------------------- | ----------------- | --- | --- | --- | ----- | ------- | ------- | --- | --- | --- | --- |
| 1950 | Ecurie Lutetia     | Talbot-Lago T26C    | Talbot Straight-6 | VB  | MON | 500 | ŠVI   | BEL Ret |         |     |     | 20. | 1   |
| 1950 | Philippe Étancelin | Talbot-Lago T26C-DA | Talbot Straight-6 |     |     |     |       |         | FRA 5 * | ITA |     | 20. | 1   |
| 1951 | Eugène Chaboud     | Talbot-Lago T26C-GS | Talbot Straight-6 | ŠVI | 500 | BEL | FRA 8 | VB      | NEM     | ITA | ŠPA | —   | 0   |